# Raková u Konice
Raková u Konice é uma comuna checa localizada na região de Olomouc, distrito de Prostějov.